# 7372 Emimar
7372 Emimar è un asteroide della fascia principale. Scoperto nel 1979, presenta un'orbita caratterizzata da un semiasse maggiore pari a 2,8451388 au e da un'eccentricità di 0,0336353, inclinata di 2,77952° rispetto all'eclittica.
L'asteroide è dedicato alle due figlie dello scopritore, María Emilia e Marina, specializzate rispettivamente in geofisica e antropologia.